# Cal pursânge englez

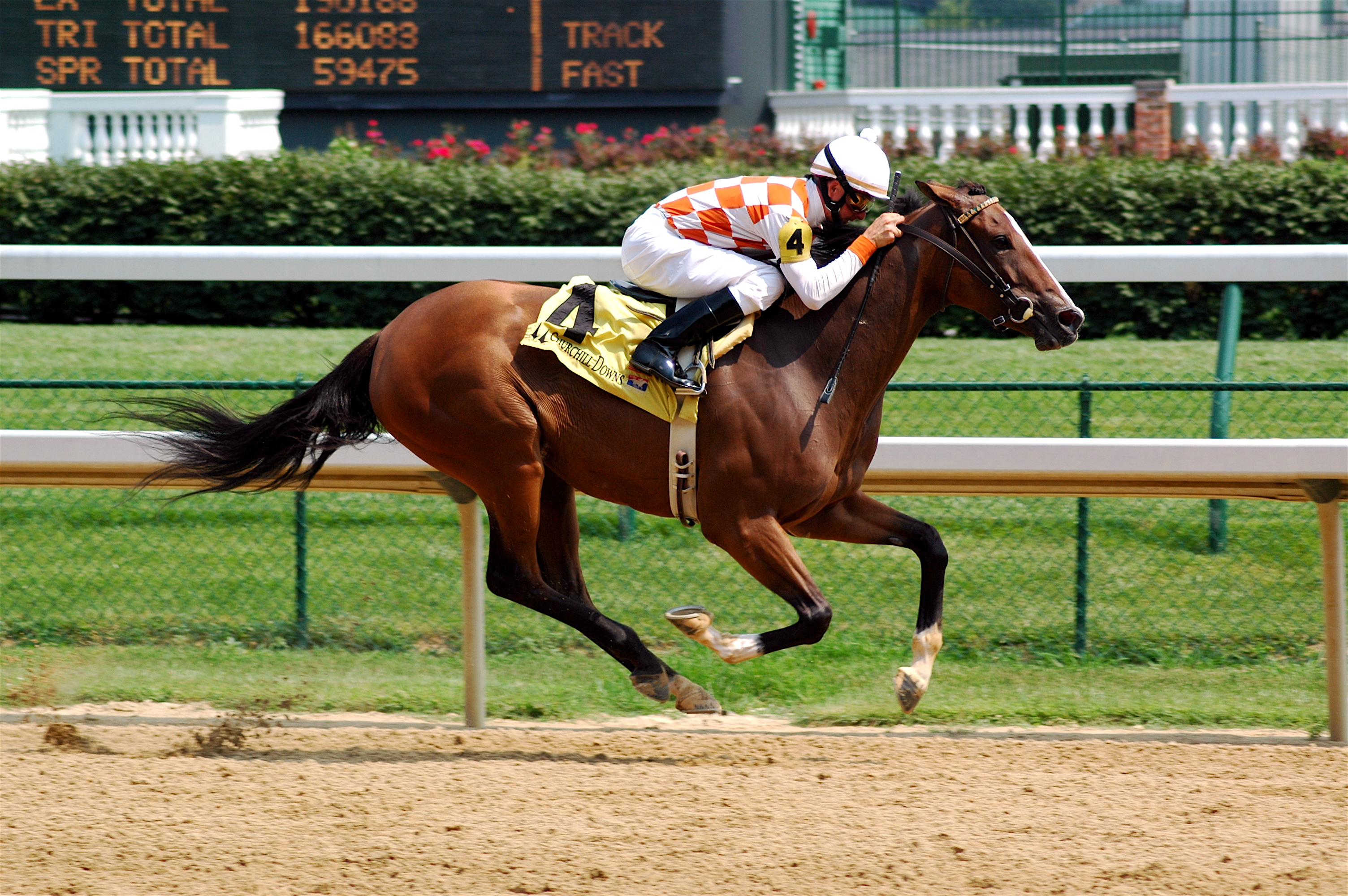
Un pursânge englez galopând pe Hipodromul Churchill Downs, Louisville, Kentucky, Statele Unite

Calul pursânge englez (engl. Thoroughbred) este o rasă de cai cunoscută pentru utilizarea sa în cursele de cai. 
A fost creată în Anglia secolelor al XVII-lea și al XVIII-lea, încrucișând iepele locale și armăsarii orientali. În momentul de față există milioane de astfel de cai și în fiecare an sunt înregistrați peste 100.000 de mânji.

## Caracteristici

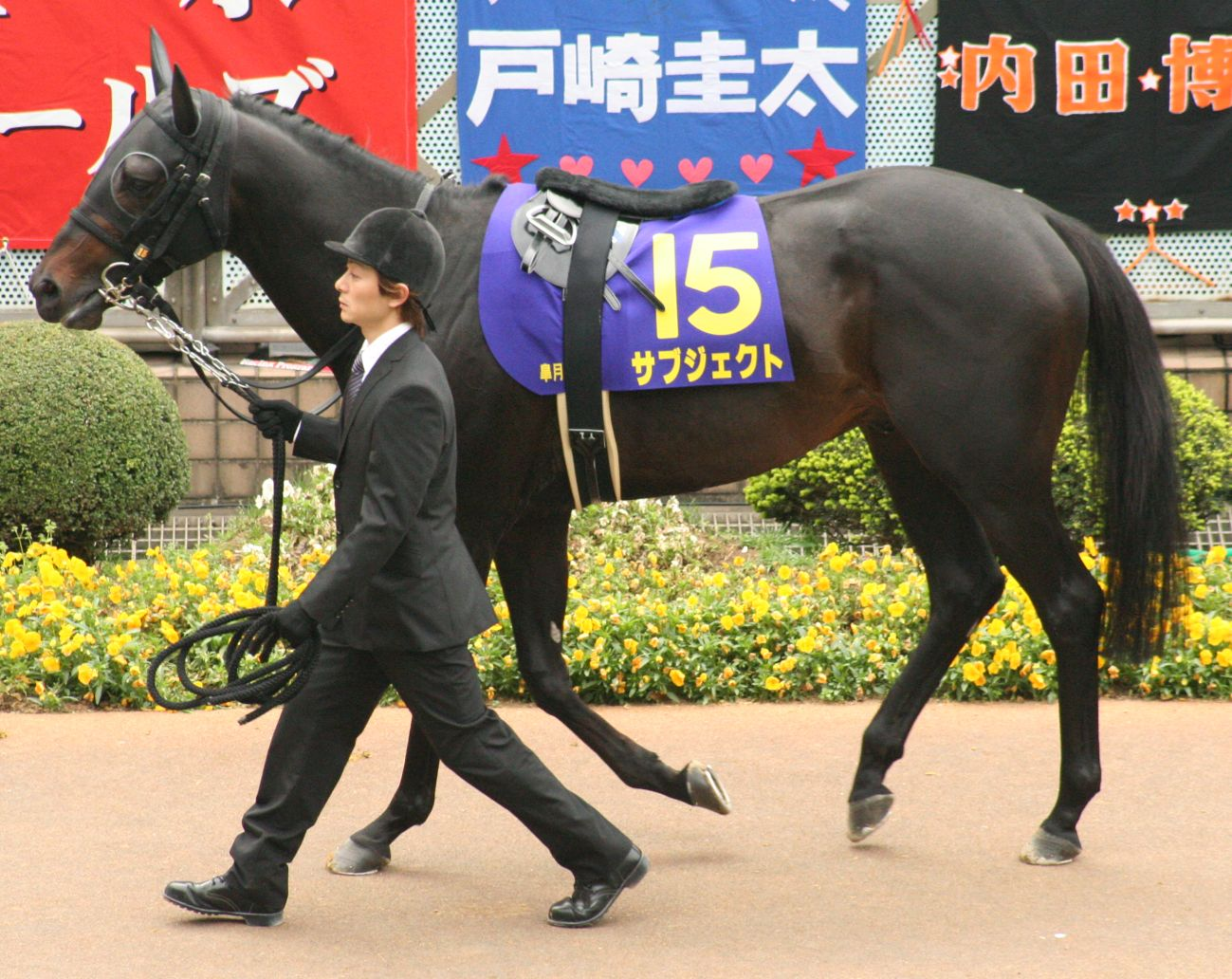
Cal pursânge englez la curse în Japonia

Înălțimea la greabăn a unui pursânge englez variază între 157 și 173 cm, în medie 163 cm. Cel mai des au robă murgă, murg-închis sau brună, roaibă, neagră sau sură. Prezintă un cap rafinat pe un gât lung, greabăn înalt, torace profund, spate scurt, crupă cu o profunzime bună, corp zvelt și picioare lungi.

## Istorie

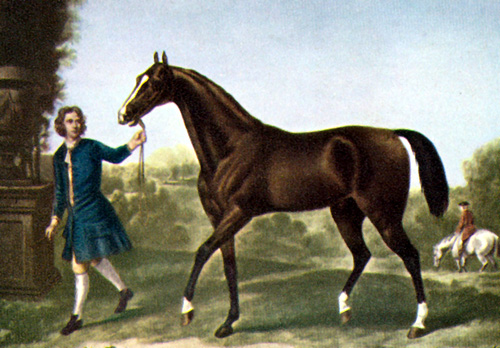
Darley Arabian

Cursele de cai există în Anglia începând cu cel puțin 1174, când o cursă de patru mile a avut loc la Smithfield în Londra.
Obârșia tuturor cailor pursânge englezi poate fi urmărită până la trei armăsari importați în Anglia din Orientul Mijlociu la sfârșitul secolului al XVII-lea și începutul secolului al XVIII-lea: Byerley Turk (anii 1680), Darley Arabian (1704) și Godolphin Arabian (1729). Alți armăsari de proveniență orientală au fost mai puțin influenți, dar totuși au făcut contribuții remarcabile la dezvoltarea rasei. Practica încrucișării armăsarilor orientali cu iepe engleze a condus într-un final la crearea General Stud Book (registrul genealogic al rasei) și a practicii de înregistrare oficială a cailor.

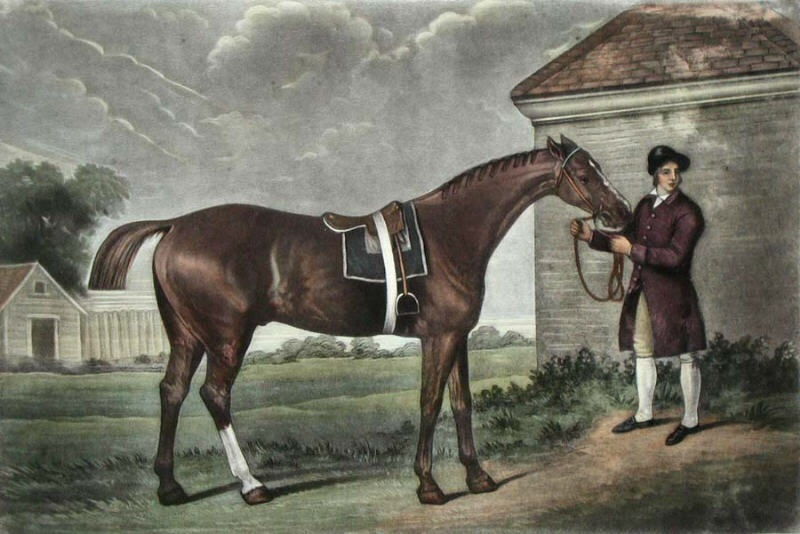
Eclipse (tablou de George Stubbs)

Fiecare dintre cei trei armăsari-fondatori majori a avut prin coincidență un singur urmaș masculin (nepot sau răsstrănepot) care să-i perpetueze linia masculină: Matchem (linia lui Godolphin), King Herod (linia lui Byerley) și marele campion Eclipse (linia lui Darley).

## Utilizare
Calul pursânge englez este crescut în primul rând pentru cursele de galop. 

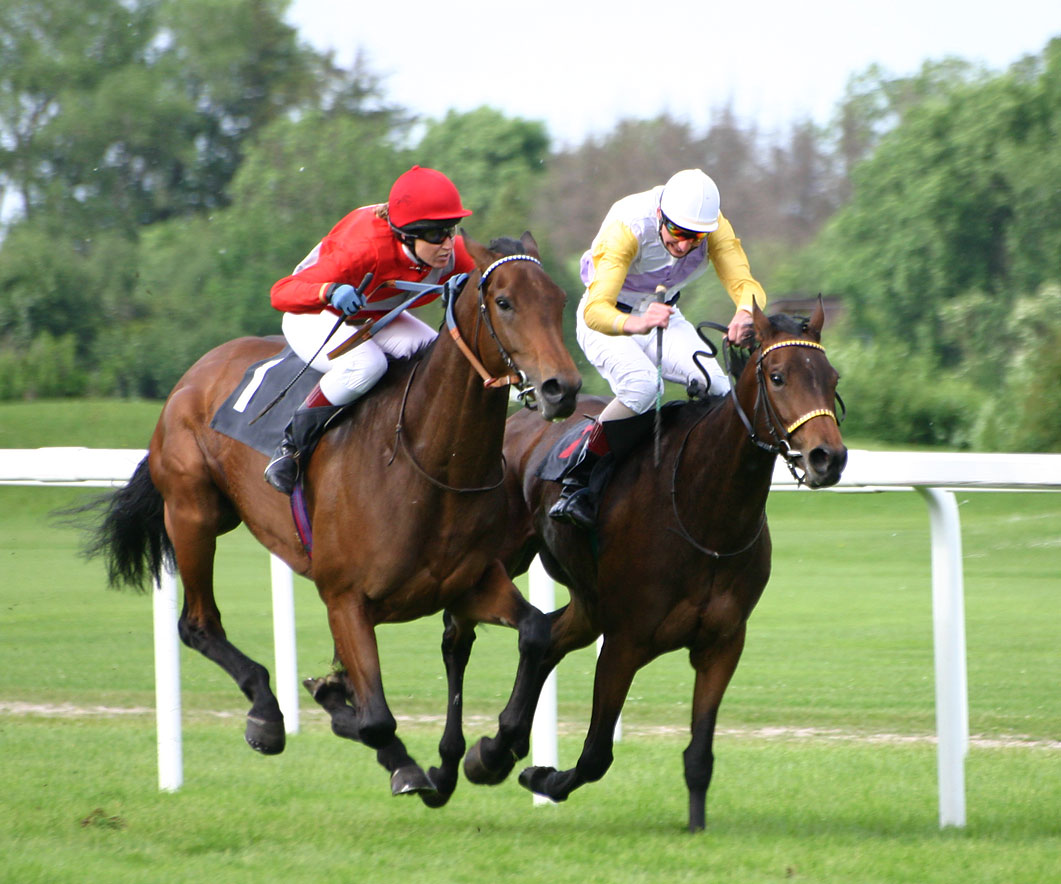
O cursă de cai în Germania

Este cel mai rapid cal, recordul fiind stabilit în 2008 la Grantville, Pennsylvania, Statele Unite, de către mânza de doi ani Winning Brew, care a parcurs un sfert de milă (402 m) în 20,57 sec, dezvoltând o viteză de 70,76  km/h.￼
De asemenea acești cai participă la competiții de probă completă, sărituri peste obstacole și dresaj la cel mai nivel, inclusiv la Jocurile Olimpice. 
Sunt deseori încrucișați cu alte rase pentru a le imprima acestora rapiditate și rafinament. Printre rasele influențate de pursângele englez se numără trăpașul american, selle français, American Quarter Horse, Morgan ș. a. 
Valoarea unora dintre animalele cele mai performante deseori depășește un milion de dolari și poate să ajungă până la 16 milioane de dolari.

## În România
Pentru a dota cavaleria română cu cai ameliorați, Ministerul Armatei înființează în 1872 o crescătorie de cai pursânge englezi la Nucet, Jud. Dâmbovița. De asemenea în anii 1870 se înființează și Asociația crescătorilor de cai pursânge englezi, precum și Hipodromul Băneasa, cel care va fi demolat mai târziu de către autoritățile comuniste. 
În prezent această rasă este crescută la Herghelia Cislău, jud. Buzău.